# Veronica denudata
Veronica denudata är en grobladsväxtart som beskrevs av Nicholas Michailovitj Albov. Veronica denudata ingår i släktet veronikor, och familjen grobladsväxter. Inga underarter finns listade i Catalogue of Life.